# Peronina
Peronina is een geslacht van weekdieren uit de klasse van de Gastropoda (slakken).

## Soort
- Peronina alta Plate, 1893